# Chinese tuin

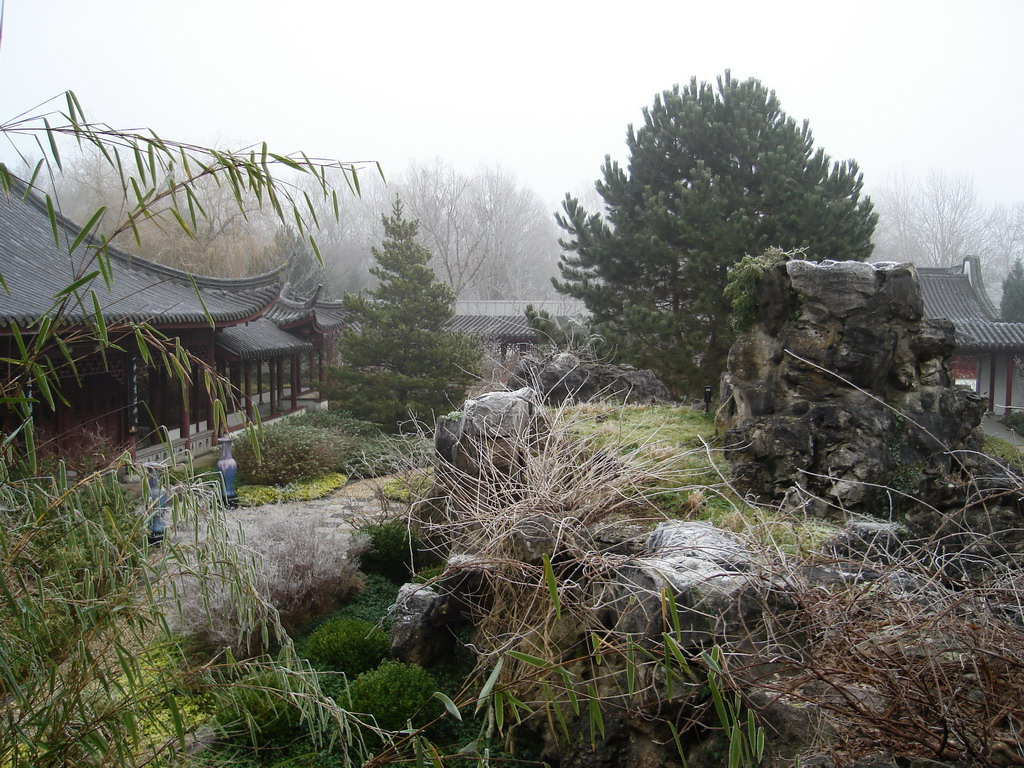
Overzicht met yang zhong yuan van de tuin

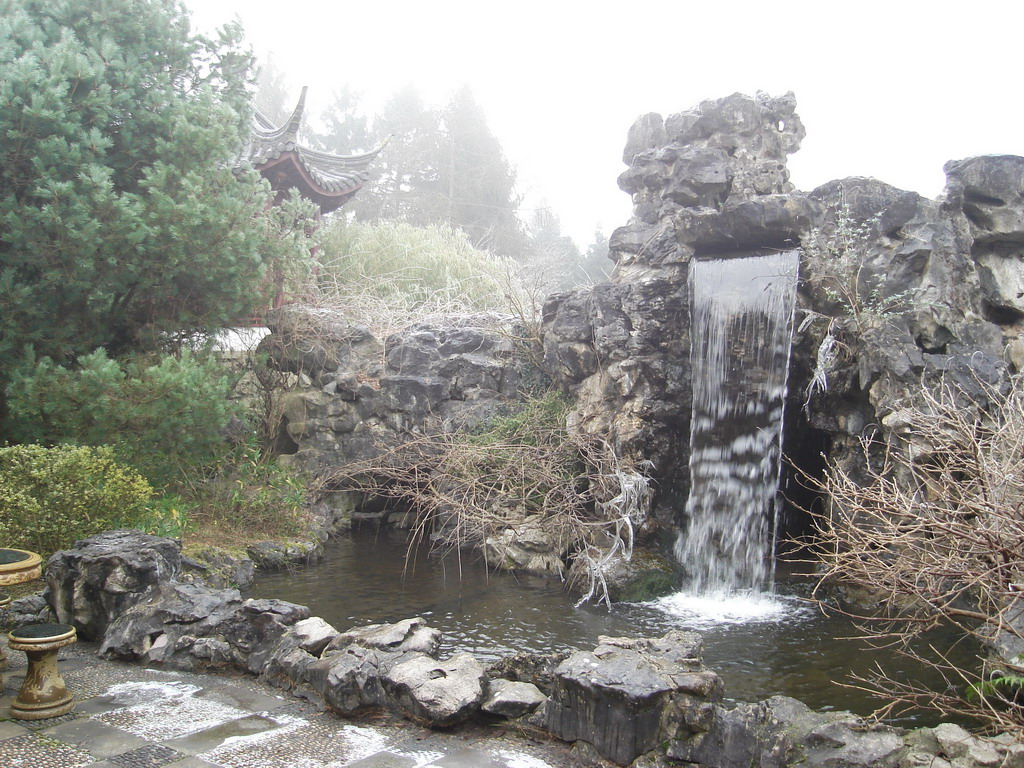
Een "gebergte" of "jia shan"

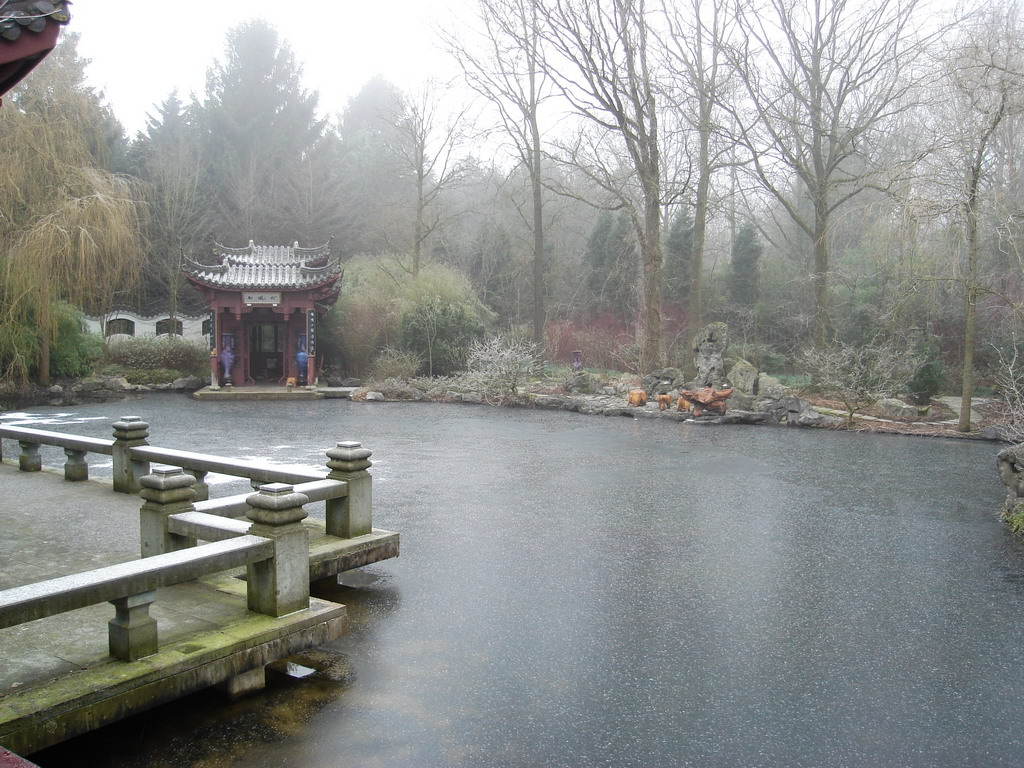
Vijver met karpers en paviljoenen

De Chinese tuin is een type landschapstuin dat zich in meer dan drieduizend jaar heeft ontwikkeld.

## Geschiedenis
In de Han-periode is in China voor het eerst sprake van siertuinen en moestuinen. Huizen werden vaak rond binnenhoven, waarschijnlijk met tuinen, gebouwd.
De eerste stadstuinen werden gebouwd tijdens de Sui-dynastie (581-617), als een gevolg van verstedelijking. De typische Chinese tuin is een stadstuin en geen landschapspark. Het beperkte oppervlak en de heimwee naar een geïdealiseerd rustiek bestaan bepaalden de vorm van de tuin. De elite, de keizers voorop, liet tuinen bouwen waarin vier kenmerkende principes van de Chinese tuinkunst  werden ontwikkeld:
- yang zhong yuan (Chinees: een tuin omsloten door een tuin) of,  bij gebrek aan ruimte, een
- “geleend landschap” waarbij elementen in de omgeving een rol spelen
- feng shui, de geomantie, bepaalt de vorm en inrichting van de tuin
- synthese van natuur (qi), architectuur en schilderkunst.

De elementen in de tuin zijn soms nabootsingen van bestaande, beroemde of in gedichten vereeuwigde,  landschappen en bergen. De kunstig opgestapelde stenen heten "jia shan". Kenmerkend voor de kunst van de tuinarchitect was zijn vermogen om "jie jing" te creëren; doorkijkjes en verrassende door architectuur of "jia shan" omlijste panorama’s.
Elementen met “yin” en “yang” moesten in evenwicht zijn, steile oevers met veel “yang” moesten daarom in meren “yin” uitmonden. De beplanting volgde literaire en symbolische canons en zo kon een kenner een tuin, als ware het een boek, “lezen”.
De Chinese voorbeelden hebben de Japanse tuinen sterk beïnvloed, desondanks ging de Japanse tuinkunst later zijn eigen weg.
Iedere aantredende dynastie keerde zich in eerste instantie radicaal van de tuinkunst van de voorgangers af en de Tang-dynastie en de daaropvolgende dynastieën behielden in hun tuinen de kenmerken van de Sui tuinen. Daarbij ontstonden in het reusachtige rijk dat meerdere klimaatzones kent een “Noordelijke” en een “ Zuidelijke” tuinmode waarbij verschillende beplantingen werden gebruikt.
De Mingperiode bracht de tweede bloei. In de literatuur en schilderkunst was veel aandacht voor tuinen en in 1634 verscheen het invloedrijke "Yua Ye", een studie over tuinontwerp van Ji Cheng. Ji Chen schreef dat het creëren van een overtuigende evocatie van de natuur met afwisseling van dode en levende materialen, kunstig ingelegde vloeren met patronen in de vorm van pruimenbloesems, overdekte galerijen en veel variatie kenmerkend zijn voor de tuinen van de 
Mingtijd, waarbij ook de eeuwenoude tradities behouden bleven.

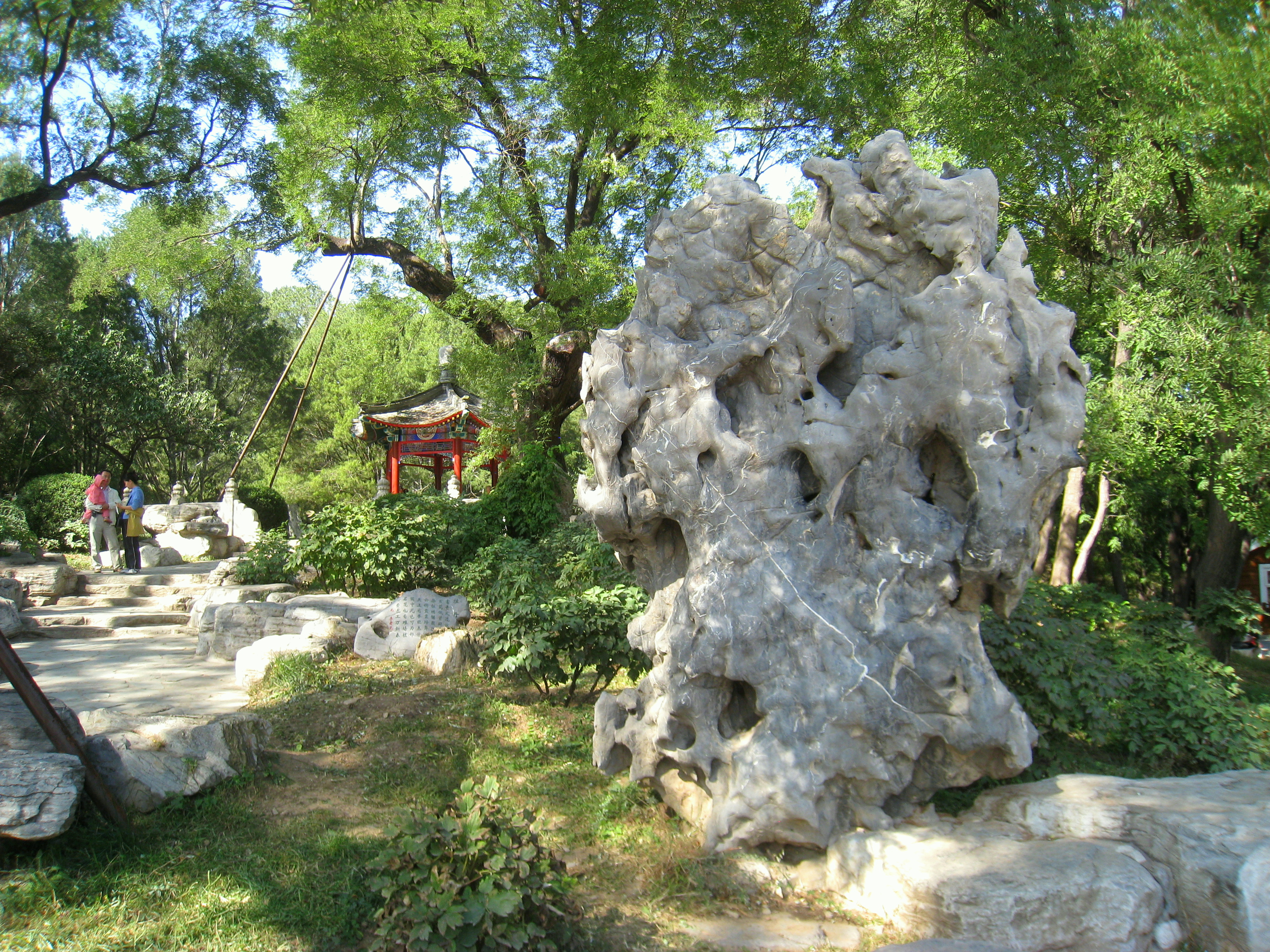
Een gongshi-steen in een tuin in Peking

In de tuinen werden uit het water geviste en geërodeerde gongshi-stenen opgesteld of opgestapeld.
In de 17e eeuw hebben jezuïeten het Chinese hof een tijdlang beïnvloed en in deze periode werden ook “Europese” tuinen met een Chinese variant op de Franse tuinkunst van le Nôtre en zijn tijdgenoten aangelegd. Giuseppe Castiglione  kreeg van de Quianglong keizer opdracht om bij de hoofdstad Peking een tuin naar barokke snit aan te leggen. Blijvende invloed hadden deze tuinen, even “ “Europees” als de barokke chinoiserieën “Chinees” waren, niet gehad.
De Qing-dynastie bracht in de tuinarchitectuur geen stijlbreuk. Het conservatieve China restaureerde en hield vast aan de principes van Ji Cheng en de Sui tuinen. In Peking werden complete tuinen uit andere streken nagebouwd en in thematische tuinen werden schilderijen uitgebeeld.
Keizer Qianlong liet in een tuin van driehonderd hectare 110 gebouwen, pagodes en paviljoens aanleggen bij het keizerlijke zomerpaleis. Van deze tuinen zijn veel gebouwen in oorlogen en opstanden verwoest maar de tuinen, waaraan tot in de laatste dagen van het keizerrijk werd gewerkt, zijn grotendeels bewaard gebleven.
De tuinarchitectuur van de Republiek China en de Volksrepubliek  omarmden en verwierpen in navolging van het politieke en culturele klimaat de Japanse en Europese invloeden op de tuinkunst. De in Europa en Amerika aangelegde Chinese modeltuinen zoals de Chinese tuin in Haren hebben de Westerse tuinkunst beïnvloed, maar die invloed is niet zo groot als die van de bekendere Japanse tuinen.
De Engelse tuinstijl werd in de 18de eeuw voor een deel ingegeven door de status van invloeden uit China en Japan. De natuurlijke en grillige aanleg van de Chinese tuin en Japanse tuin werd in de Engelse tuinstijl op een Europese manier uitgewerkt met andere materialen en beplanting.